# آرامگاه پیر علی
بقعه پیر علی مربوط به دوره قاجار است و در شهرستان لاهیجان، محله گابنه واقع شده و این اثر در تاریخ ۲۵ اردیبهشت ۱۳۸۰ با شمارهٔ ثبت ۳۸۴۳ به‌عنوان یکی از آثار ملی ایران به ثبت رسیده است.